# Tellurure de bismuth(III)
Le tellurure de bismuth(III), ou plus simplement tellurure de bismuth, est un composé chimique de formule Bi2Te3, existant également sous forme d'anions Bi4Te6− dans des alliages tels que le CsBi4Te6,,.
Il s'agit d'une poudre grise cristallisée semiconductrice qui présente un fort effet de refroidissement thermoélectrique (effet Peltier).
Les cristaux sont aisément clivables le long de l'axe trigonal car les atomes de tellure ne sont maintenus ensemble que par des liaisons de van der Waals, de sorte que les applications à base de tellurure de bismuth nécessitent l'emploi de matériaux multicristallins. De plus, le coefficient Seebeck du Bi2Te3 devient négligeable à température ambiante, de sorte que les matériaux utilisés pour la production d'électricité à température ambiante doivent être des alliages de bismuth, d'antimoine, de tellure et de sélénium.